# 勝又春一

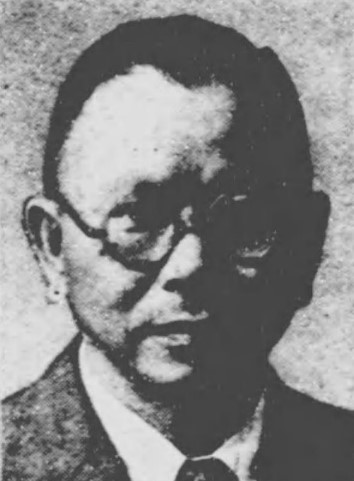
勝又春一

勝又 春一（かつまた はるいち、1892年3月21日 - 1964年12月24日）は、日本の政治家。衆議院議員（3期）。初代御殿場市長（3期）。

## 経歴
静岡県出身。御殿場農業学校（現・静岡県立御殿場高等学校）を経て、1914年早稲田工手学校卒。卒業後は山梨県林業技手となり、その後は故郷で土木、電気工事請負、畜産の各事業を営む。1932年の第18回衆議院議員総選挙で静岡2区（当時）から立憲政友会公認で立候補して初当選。次の1936年の第19回衆議院議員総選挙でも再選。1937年の第20回衆議院議員総選挙で落選した。1942年の第21回衆議院議員総選挙（いわゆる翼賛選挙）では非推薦で立候補して当選した。戦後は御殿場町農業会理事、静岡県積雪寒冷地帯農業振興協議会会長などを務め、1955年御殿場市の発足に伴う市長選に立候補して当選、3期務めた。3期目途中の1964年死去。